# Yinghuo 1
Yinghuo 1 var Kinas första försök att skicka en rymdsond till planeten Mars. Rymdsonden åkte snålskjuts med den ryska rymdsonden Fobos-Grunt. Då Fobos-Grunt misslyckades med att bryta sig loss från jordens gravitation, bran den båda rymdsonderna upp i jordens atmosfär ovanför Stilla havet, den 15 januari 2012.
Rymdsondens uppgift var att från en omloppsbana runt Mars, studera planetens magnetfält och yta.